# Giuseppe Alinari
Giuseppe Alinari (Firenze, 29 aprile 1836 – Firenze, 24 aprile 1890) è stato un editore e fotografo italiano.

## Biografia
Terzo figlio di Sebastiano Alinari, rimasto presto orfano, iniziò a lavorare nelle botteghe fiorentine, apprendendo il mestiere dell'intarsiatore.
Nel 1854 si associa al fratello mezzano Leopoldo, con il quale rileva la bottega del calcografo Giuseppe Bardi, trasformandola in uno dei primi laboratori fotografici della città; nasce così la società Fratelli Alinari, la più antica ditta fotografica del mondo.
La società dei fratelli Alinari riscuote un immediato successo, dovuto anche alle sperimentazioni e studi intraprese dai due, tanto che presto la società si dedica alla riproduzione sistematica delle opere d'arte di Firenze.
L'espansione societaria è accompagnata dall'entrata nella compagine anche del fratello maggiore, Romualdo, che a partire dai primi anni del 1860 segue l'attività amministrativa societaria.
Nel 1863 la società si trasferisce in una più ampia sede in via Nazionale, dove oggi si trova largo Fratelli Alinari, due anni prima che la capitale d'Italia sia trasferita da Torino a Firenze.
È anche grazie al nuovo ruolo della città che la fama dei fratelli varca i confini cittadini, tanto che alla società viene commissionata la riproduzione fotografica delle opere della Galleria dell’Accademia di Venezia e delle opere di Raffaello conservate nella Galleria Imperiale di Vienna.
Nel 1865 muore Leopoldo, e Giuseppe e Romualdo sono designati curatori societari del figlio di Leopoldo, e loro nipote, Vittorio.
L'attività dell'azienda, tra nuove sperimentazioni e nuovi progetti portate avanti sotto la supervisione tecnica di Giuseppe, continua sempre con successo; alla Fratelli Alinari sono affidati lavori come la riproduzione degli affreschi che decorano la Basilica di Santa Maria Novella, la Cappella Brancacci nella Basilica di Santa Maria del Carmine, e la Cappella Sistina a Roma.
Giuseppe muore nel 1890, a poca distanza dalla morte dell'altro fratello Romualdo.